# Gus Greensmith
Fergus Greensmith, noto Gus (Manchester, 26 dicembre 1996) è un pilota di rally britannico.

## Carriera

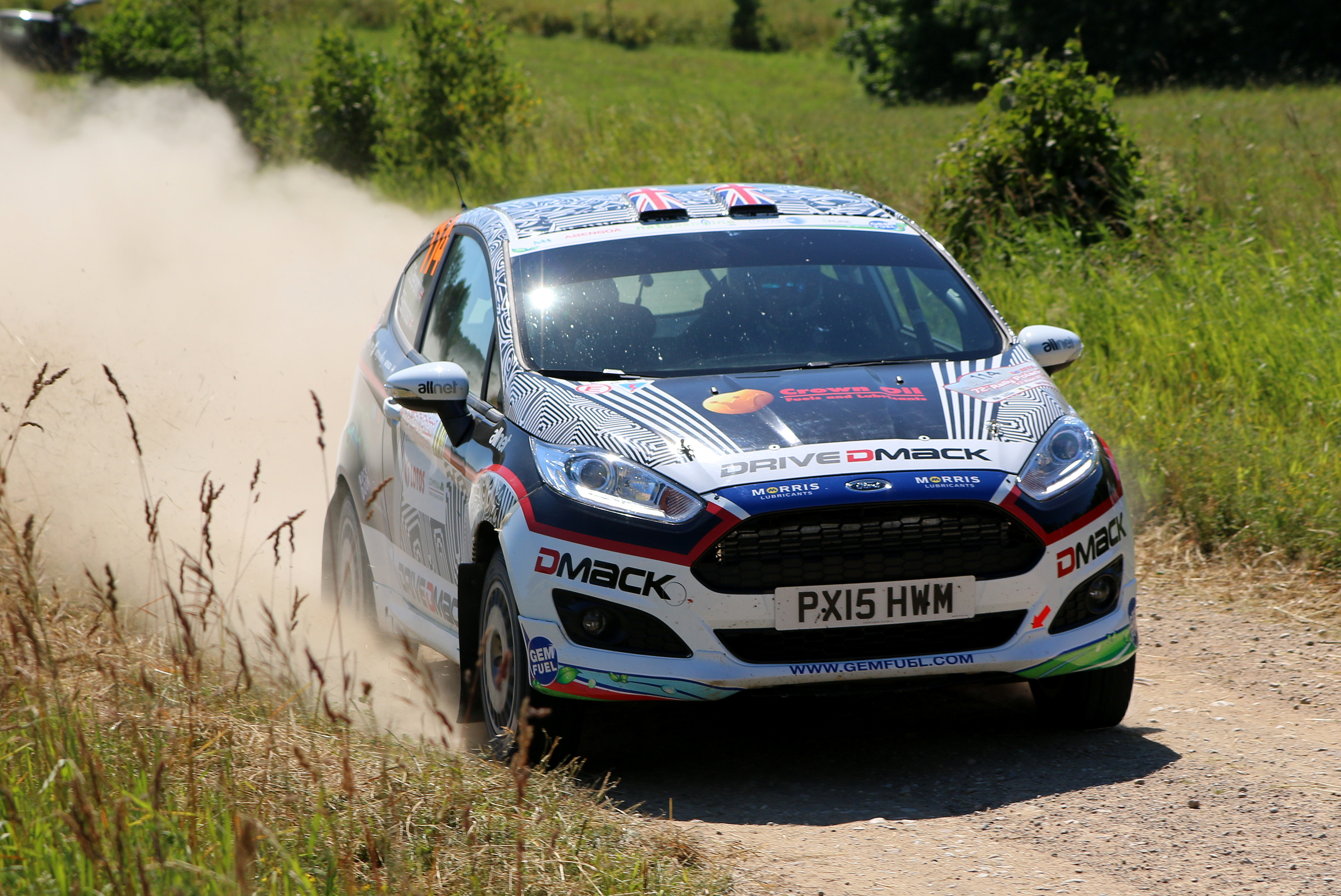
Gus Greensmith al rally di Polonia 2015

Ex portiere dei giovanili del Manchester City, prima di partecipare alle competizioni rallistiche, nel 2012 partecipò nel Campionato mondiale di karting C18-FIA U18, correndo contro Charles Leclerc, Ben Barnicoat e Joey Mawson.
Nel 2014, ha vinto il British Junior Rally Championship.
Nel 2015, ha partecipato al Rally di Gran Bretagna. 
Nel 2018 al Rally del Messico è arrivato 9º e ha ottenuto punti per il World Rally Championship per la prima volta.

## Vittorie nel mondiale rally

### Vittorie nel WRC-2 Pro
| Nº | Anno | Rally                | Copilota          | Vettura            | Squadra          |
| -- | ---- | -------------------- | ----------------- | ------------------ | ---------------- |
| 1  | 2019 | Rally di Monte Carlo | Elliott Edmondson | Ford Fiesta R5     | M-Sport Ford WRT |
| 2  | 2019 | Rally di Turchia     | Elliott Edmondson | Ford Fiesta R5 Mk2 | M-Sport Ford WRT |

### Vittorie nel WRC-2
| Nº | Anno | Rally                | Copilota        | Vettura               | Squadra      |
| -- | ---- | -------------------- | --------------- | --------------------- | ------------ |
| 1  | 2023 | Rally del Messico    | Jonas Andersson | Škoda Fabia RS Rally2 | Toksport WRT |
| 2  | 2023 | Rally del Portogallo | Jonas Andersson | Škoda Fabia RS Rally2 | Toksport WRT |
| 3  | 2024 | Safari Rally         | Jonas Andersson | Škoda Fabia RS Rally2 | Toksport WRT |
| 4  | 2025 | Safari Rally         | Jonas Andersson | Škoda Fabia RS Rally2 | -            |

## Risultati nel mondiale rally

### Risultati nel WRC
| 2014 | Scuderia | Vettura        |  |  |  |  |  |  |  |  |  |  |  |  |    |  |  |  | Punti | Pos. |
| ---- | -------- | -------------- |  |  |  |  |  |  |  |  |  |  |  |  | -- |  |  |  | ----- | ---- |
| 2014 |          | Ford Fiesta R2 |  |  |  |  |  |  |  |  |  |  |  |  | 42 |  |  |  | 0     |      |

| 2015 | Scuderia | Vettura        |  |  |  |  |    |  |    |     |  |     |  |    |    |  |  |  | Punti | Pos. |
| ---- | -------- | -------------- |  |  |  |  | -- |  | -- | --- |  | --- |  | -- | -- |  |  |  | ----- | ---- |
| 2015 |          | Ford Fiesta R2 |  |  |  |  | 36 |  | 40 | Rit |  | Rit |  | 57 | 55 |  |  |  | 0     |      |

| 2016 | Scuderia                 | Vettura                         |  |  |  |  |     |  |    |     |    |   |  |    |    |  |  |  | Punti | Pos. |
| ---- | ------------------------ | ------------------------------- |  |  |  |  | --- |  | -- | --- | -- | - |  | -- | -- |  |  |  | ----- | ---- |
| 2016 | M-Sport World Rally Team | Ford Fiesta R2 e Ford Fiesta R5 |  |  |  |  | Rit |  | 35 | Rit | 63 | C |  | 24 | 34 |  |  |  | 0     |      |

| 2017 | Scuderia                      | Vettura        |  |    |  |  |  |    |  |    |    |     |    |    |  |  |  |  | Punti | Pos. |
| ---- | ----------------------------- | -------------- |  | -- |  |  |  | -- |  | -- | -- | --- | -- | -- |  |  |  |  | ----- | ---- |
| 2017 | M-Sport Ford World Rally Team | Ford Fiesta R5 |  | 16 |  |  |  | 20 |  | 22 | 32 | Rit | 45 | 17 |  |  |  |  | 0     |      |

| 2018 | Scuderia         | Vettura                         |     |  |   |    |    |    |  |    |     |     |    |  |  |  |  |  | Punti | Pos. |
| ---- | ---------------- | ------------------------------- | --- |  | - | -- | -- | -- |  | -- | --- | --- | -- |  |  |  |  |  | ----- | ---- |
| 2018 | M-Sport Ford WRT | Ford Fiesta R2 e Ford Fiesta R5 | Rit |  | 9 | 13 | 12 | 18 |  | 13 | Rit | Rit | 11 |  |  |  |  |  | 2     | 23º  |

| 2019 | Scuderia         | Vettura        |   |    |  |  |    |    |     |    |     |   |    |    |    |  |  |  | Punti | Pos. |
| ---- | ---------------- | -------------- | - | -- |  |  | -- | -- | --- | -- | --- | - | -- | -- | -- |  |  |  | ----- | ---- |
| 2019 | M-Sport Ford WRT | Ford Fiesta R5 | 7 | 19 |  |  | 15 | 12 | Rit | 42 | Rit | 9 | 10 | 33 | 15 |  |  |  | 9     | 15º  |

| 2020 | Scuderia | Vettura         |    |  |   |   |   |    |     |  |  |  |  |  |  |  |  |  | Punti | Pos. |
| ---- | -------- | --------------- | -- |  | - | - | - | -- | --- |  |  |  |  |  |  |  |  |  | ----- | ---- |
| 2020 | M-Sport  | Ford Fiesta WRC | 63 |  | 9 | 8 | 5 | 25 | Rit |  |  |  |  |  |  |  |  |  | 16    | 11º  |

| 2021 | Scuderia         | Vettura         |   |   |   |   |    |   |    |    |   |   |   |   |  |  |  |  | Punti | Pos. |
| ---- | ---------------- | --------------- | - | - | - | - | -- | - | -- | -- | - | - | - | - |  |  |  |  | ----- | ---- |
| 2021 | M-Sport Ford WRT | Ford Fiesta WRC | 8 | 9 | 7 | 5 | 26 | 4 | 32 | 42 | 5 | 6 | 6 | 8 |  |  |  |  | 64    | 9º   |

| 2022 | Scuderia         | Vettura                 |   |   |    |    |   |    |     |   |    |    |     |     |   |  |  |  | Punti | Pos. |
| ---- | ---------------- | ----------------------- | - | - | -- | -- | - | -- | --- | - | -- | -- | --- | --- | - |  |  |  | ----- | ---- |
| 2022 | M-Sport Ford WRT | Ford Puma Rally1 Hybrid | 5 | 5 | 15 | 19 | 7 | 14 | Rit | 7 | 19 | 29 | Rit | Rit | 6 |  |  |  | 44    | 10º  |

| 2023 | Scuderia       | Vettura               |  |  |   |    |   |     |  |     |     |   |   |    |  |  |  |  | Punti | Pos. |
| ---- | -------------- | --------------------- |  |  | - | -- | - | --- |  | --- | --- | - | - | -- |  |  |  |  | ----- | ---- |
| 2023 | Toksport WRT 3 | Škoda Fabia RS Rally2 |  |  | 6 | 14 | 6 | Rit |  | Rit | Rit | 8 | 7 | 14 |  |  |  |  | 26    | 13º  |

| 2024 | Scuderia                    | Vettura               |  |  |   |    |     |  |    |    |     |     |    |    |    |  |  |  | Punti | Pos. |
| ---- | --------------------------- | --------------------- |  |  | - | -- | --- |  | -- | -- | --- | --- | -- | -- | -- |  |  |  | ----- | ---- |
| 2024 | Toksport WRT Toksport WRT 2 | Škoda Fabia RS Rally2 |  |  | 6 | 11 | Rit |  | 17 | 13 | Rit | Rit | 10 | 12 | 10 |  |  |  | 8     | 18º  |

| 2025 | Scuderia | Vettura               |    |  |   |  |    |  |   |  |    |  |  |  |  |  |  |  | Punti | Pos. |
| ---- | -------- | --------------------- | -- |  | - |  | -- |  | - |  | -- |  |  |  |  |  |  |  | ----- | ---- |
| 2025 |          | Škoda Fabia RS Rally2 | 12 |  | 6 |  | 12 |  | 7 |  | 18 |  |  |  |  |  |  |  | 14    |      |

| Legenda | 1º posto | 2º posto | 3º posto | A punti | Senza punti | Ritirato | Squalificato | NP=Non partito C=Gara cancellata | Apice=Power stage |

### Risultati nel WRC-2
| 2016 | Scuderia                 | Vettura        |  |  |  |  |  |  |  |  |  |  |  |  |    |  |  |  | Punti | Pos. |
| ---- | ------------------------ | -------------- |  |  |  |  |  |  |  |  |  |  |  |  | -- |  |  |  | ----- | ---- |
| 2016 | M-Sport World Rally Team | Ford Fiesta R5 |  |  |  |  |  |  |  |  |  |  |  |  | 12 |  |  |  | 0     |      |

| 2017 | Scuderia                 | Vettura        |  |   |  |  |  |   |  |   |   |     |    |   |  |  |  |  | Punti | Pos. |
| ---- | ------------------------ | -------------- |  | - |  |  |  | - |  | - | - | --- | -- | - |  |  |  |  | ----- | ---- |
| 2017 | M-Sport World Rally Team | Ford Fiesta R5 |  | 5 |  |  |  | 6 |  | 7 | 8 | Rit | 13 | 6 |  |  |  |  | 36    | 11º  |

| 2018 | Scuderia         | Vettura        |  |  |   |  |   |   |  |   |     |     |   |  |  |  |  |  | Punti | Pos. |
| ---- | ---------------- | -------------- |  |  | - |  | - | - |  | - | --- | --- | - |  |  |  |  |  | ----- | ---- |
| 2018 | M-Sport Ford WRT | Ford Fiesta R2 |  |  | 2 |  | 2 | 8 |  | 3 | Rit | Rit | 3 |  |  |  |  |  | 70    | 4º   |

| 2023 | Scuderia       | Vettura               |  |  |    |    |   |  |  |  |     |   |    |   |  |  |  |  | Punti | Pos. |
| ---- | -------------- | --------------------- |  |  | -- | -- | - |  |  |  | --- | - | -- | - |  |  |  |  | ----- | ---- |
| 2023 | Toksport WRT 3 | Škoda Fabia RS Rally2 |  |  | 13 | 61 | 1 |  |  |  | Rit | 2 | 23 | 4 |  |  |  |  | 111   | 2º   |

| 2024 | Scuderia     | Vettura               |  |  |   |  |     |  |   |  |     |     |   |  |   |  |  |  | Punti | Pos. |
| ---- | ------------ | --------------------- |  |  | - |  | --- |  | - |  | --- | --- | - |  | - |  |  |  | ----- | ---- |
| 2024 | Toksport WRT | Škoda Fabia RS Rally2 |  |  | 1 |  | Rit |  | 9 |  | Rit | Rit | 3 |  | 4 |  |  |  | 54    | 7º   |

| 2025 | Scuderia | Vettura               |  |  |   |  |   |  |   |  |  |  |  |  |  |  |  |  | Punti | Pos. |
| ---- | -------- | --------------------- |  |  | - |  | - |  | - |  |  |  |  |  |  |  |  |  | ----- | ---- |
| 2025 |          | Škoda Fabia RS Rally2 |  |  | 1 |  | 3 |  | 2 |  |  |  |  |  |  |  |  |  | 57    |      |

| Legenda | 1º posto | 2º posto | 3º posto | A punti | Senza punti | Ritirato | Squalificato | NP=Non partito C=Gara cancellata | Apice=Power stage |

### Risultati nel WRC-2 Pro
| 2019 | Scuderia         | Vettura                           |   |   |  |  |   |   |  |   |  |  |   |   |   |  |  |  | Punti | Pos. |
| ---- | ---------------- | --------------------------------- | - | - |  |  | - | - |  | - |  |  | - | - | - |  |  |  | ----- | ---- |
| 2019 | M-Sport Ford WRT | Ford Fiesta R5 Ford Fiesta R5 Mk2 | 1 | 3 |  |  | 2 | 3 |  | 4 |  |  | 1 | 3 | 4 |  |  |  | 137   | 3º   |

| Legenda | 1º posto | 2º posto | 3º posto | A punti | Senza punti | Ritirato | Squalificato | NP=Non partito C=Gara cancellata | Apice=Power stage |